# Halle Open 2011
L'Halle Open 2011, conosciuto anche come Gerry Weber Open per motivi di sponsorizzazione, è stato un torneo di tennis giocato sull'erba. È stata la 19ª edizione del Halle Open, che fa parte della categoria ATP World Tour 250 series nell'ambito dell'ATP World Tour 2011. Si è giocato al Gerry Weber Stadion di Halle in Germania, dal 6 al 12 giugno 2011.

## Partecipanti

### Teste di serie
| Nazionalità | Giocatore            | Ranking* | Testa di serie |
| ----------- | -------------------- | -------- | -------------- |
| Svizzera    | Roger Federer        | 2        | 1              |
| Rep. Ceca   | Tomáš Berdych        | 6        | 2              |
| Francia     | Gaël Monfils         | 9        | 3              |
| Russia      | Michail Južnyj       | 13       | 4              |
| Serbia      | Viktor Troicki       | 15       | 5              |
| Germania    | Florian Mayer        | 19       | 6              |
| Ucraina     | Aleksandr Dolhopolov | 22       | 7              |
| Canada      | Milos Raonic         | 27       | 8              |

* Le teste di serie sono basate sul ranking al 23 maggio 2011.

### Altri partecipanti
I seguenti giocatori hanno ricevuto una wild card per il tabellone principale:
- Dustin Brown
- Tommy Haas
- Miša Zverev

I seguenti giocatori sono passati dalle qualificazioni:

- Ruben Bemelmans
- Jan Hernych
- Florent Serra
- Cedrik-Marcel Stebe

## Campioni

### Singolare
Philipp Kohlschreiber ha battuto in finale  Philipp Petzschner con il punteggio di 7–6(5), 2–0 rit.
- È il 1º titolo dell'anno per Kohlschreiber, il 3° della sua carriera. È la 1ª finale interamente tedesca dal Countrywide Classic 2004.

### Doppio
Rohan Bopanna /  Aisam-ul-Haq Qureshi hanno battuto in finale  Robin Haase /  Milos Raonic con il punteggio di 7–6(8), 3–6, [11–9]